# Get Free or Die Tryin
Get Free or Die Tryin è il primo album dei Jesus Franco & the Drogas, prodotto dalla Bloody Sound Fucktory nel 2008.

## Tracce
1. Get Free or Die Tryin’
2. Honolulu Baby
3. Kaifa’s Scream
4. Nazi Surfers Must Die
5. Kung Fu
6. Mompracem
7. Yeti
8. Bagarella Colt
9. Zombie Polka
10. Antropophagus
11. Tobor